# Chevrolet Orlando
Chevrolet Orlando er en kompakt MPV fra det til General Motors hørende bilmærke Chevrolet. Prototypen til Orlando blev præsenteret på Paris Motor Show 2008 som efterfølger for Chevrolet Tacuma.
Serieproduktionen begyndte allerede i oktober 2010, og bilen kom ud til forhandlerne den 19. marts 2011.

## Motorer
Orlando findes med en 1,8-liters benzinmotor med 104 kW (141 hk) eller to 2,0-liters dieselmotorer. Den svage dieselmotor har 96 kW (130 hk) ved 3800 omdr./min. og et maksimalt drejningsmoment på 315 Nm ved 2000 omdr./min., mens den stærke dieselmotor yder 120 kW (163 hk) ved 3800 omdr./min. og et maksimalt drejningsmoment på 360 Nm ved 2000 omdr./min.. I kombination med den stærke dieselmotor fås Orlando også med sekstrins automatgear. Siden 2012 findes også en 1,4-liters benzinmotor med turbolader og en effekt på 103 kW (140 hk). På benzinmotorerne drives knastakslen af en tandrem, mens den på dieselmotorerne drives af en kæde.

## Generelt
Amerikanere forbinder navnet Orlando med byen i Florida, hvor de typisk holder familieferie. Ud over til Orlando benyttes General Motors' platform til små mellemklassebiler også til Chevrolet Cruze og Opel Astra. Benzinmodellens topfart ligger på 195 km/t og dieselmodellernes på 180 km/t hhv. 195 km/t (130 hhv. 163 hk). Brændstoftanken kan rumme 64 liter.
De tre udstyrsvarianter hedder LS (basismodel med elektronisk stabilitetsprogram (ESC), seks airbags, klimaanlæg og el-justerbare sidespejle), LT (mellemmodel med automatisk klimaanlæg, 16" alufælge, parkeringssensorer, læderrat og radiobetjening fra rattet) og LTZ (17" alufælge, lys- og regnsensor, automatisk afblændeligt bakspejl og fartpilot).

## Sædekoncept og bagagerum
Orlando har som standard syv sæder, hvoraf to befinder sig bag bagakslen og kan klappes sammen hver for sig. For nemmere indstigning bagtil kan den midterste sæderække klappes frem forover. Ved brug som syvpersoners skrumper bagagerummet til små 89 liter.